# Zweite Natur
Die Zweite Natur ist ein allgemeiner philosophischer Begriff, mit dem eine vom Menschen selbst geschaffene Sphäre beschrieben werden soll, die ihn ähnlich wie die (erste) Natur umgibt.

## Antike Begriffsgeschichte
Erst seit der Mitte des 5. Jahrhunderts v. Chr. ist in Griechenland der Begriff der menschlichen Natur nachweisbar, zuerst als medizinischer Terminus. Bereits bei Demokrit gibt es die Vorstellung, dass Erziehung etwas Naturähnliches schaffe: "Natur und Erziehung haben eine gewisse Ähnlichkeit, denn auch die Erziehung wandelt den Menschen um, durch diese Umwandlung aber schafft sie Natur (physiopoiei)." Dieser Gedanke wird von Aristoteles aufgenommen: "Lernen impliziert [das] Sich-Versetzen in den Zustand, der der Natur entspricht." In der Nikomachischen Ethik vergleicht Aristoteles Gewohnheit und Naturanlage: "Denn es ist leichter, die Gewohnheit zu ändern als die Natur. Nur darum ist es auch bei der Gewohnheit schwer, weil sie der Natur gleicht, wie auch Euenos sagt: 'Ich glaube, daß eine lange dauernde Übung da sein muß, mein Lieber, und dann wird sie den Menschen zum Schlusse zur Natur.'" Nur in seiner Metaphysik, im Zusammenhang zahlentheoretischer Überlegungen, verwendet Aristoteles den Terminus hetéra phýsis (andere Natur) (Met. A 6, 987 b 33). Im Griechischen findet sich der Ausdruck hetéra oder deutéra phýsis (zweite Natur) im Sinne von Gewohnheit erst bei Galenos, also im 2. Jahrhundert nach Chr. Übung und Erziehung, das ist im klassischen Griechenland eine häufige Vorstellung, etwa bei Platon und Aristoteles, verwandeln die noch ungenügend ausgestattete Wesensart des zu Erziehenden in eine gesellschaftlich akzeptable Natur. Die Erziehung bewirkt aber für diese griechischen Denker nur eine Ausdehnung, nicht eine Aufspaltung der menschlichen Natur in zwei Naturen.
In der lateinischen Tradition taucht der Gedanke von der Gewohnheit, die gleichsam eine zweite Natur schaffe, zuerst bei Marcus Tullius Cicero auf, und zwar in seinem Werk De finibus bonorum et malorum. Dort lässt Cicero den Vertreter der Lehre des Aristoteles sagen, dass „durch die Gewöhnung gewissermaßen eine zweite Natur entsteht (deinde consuetudine quasi alteram quandam naturam effici), die die Menschen zu vielen Handlungen veranlasse, die nichts mit der Lust zu tun hätten.“ Das führt hin zu den wirkungsgeschichtlich so einflussreichen, in allen europäischen Sprachen verbreiteten Formeln, die Gewohnheit schaffe (bzw. die Gewohnheit sei) eine zweite Natur.
Cicero richtet seinen Blick sowohl auf die Gewohnheit als eine im Menschen gleichsam eine andere Natur schaffende Macht als auch auf die äußere zweite Natur als Produkt der – natürliche Gegebenheiten verändernden – menschlichen Arbeit. In De natura deorum lässt er den Vertreter der Stoa sagen: „wir versuchen mit unseren Händen inmitten der Natur gleichsam eine zweite Natur zu schaffen (nostris denique manibus in rerum natura quasi alteram naturam efficere conamur).“

## Wirkungsgeschichte bis hin zu Hegel
Von diesen beiden Stellen bei Cicero gehen die Verwendungsweisen des Ausdrucks 'zweite Natur' in der lateinischen Prosa und in allen europäischen Kultursprachen aus. Das Konzept der Gewohnheit (im Sinne des Erzogenseins, des Habitus, des Charakters usw.) als einer inneren zweiten Natur wird dabei sehr häufig aufgegriffen und in den verschiedensten Kontexten angewandt. Seit der Spätrenaissance – z. B. mit dem Gedanken, dass die gottgleiche Schöpferkraft des Menschen eine zweite Natur hervorbringen könne, bei Giordano Bruno – und dann in kunst-, kultur-, moral- und gesellschaftstheoretischen Zusammenhängen vor allem seit dem Ausgang des 18. Jahrhunderts, besonders bei Kant, Fichte, Schelling und Hegel, findet sich die Vorstellung von menschengemachten Objekten, Institutionen und historischen Verhältnissen, die wie eine zweite Natur erscheinen und wirken können.
In der Philosophie Hegels werden die nach Cicero meist getrennten beiden Stränge der Begriffsgeschichte wieder zusammengeführt. Für seine Philosophie des subjektiven Geistes ist die Gewohnheit eine von der Erziehung angepflanzte zweite Natur. In seiner Philosophie des objektiven Geistes können sowohl Kunstwerke als auch Institutionen wie Sittlichkeit, Rechtssystem und Staat als zweite Natur betrachtet werden.

## Pseudonatur in der Kritik von Marx, Lukács und Adorno
Für Karl Marx produzieren Arbeit, Tausch- und Herrschaftsverhältnisse Transformationen der Natur und der Gesellschaft, für die Marx Ausdrücke wie 'naturwüchsig' verwendet (allerdings nicht den Terminus 'zweite Natur'). Dass die von Menschen selbst gemachte Welt der Dinge und Waren ihren Produzenten wie natürlich erscheinen kann, ist die Verhexung von gesellschaftlich Produziertem in naturhaft Scheinendes. Marx hat derartige Zusammenhänge im ersten Band des Kapitals näher ausgeführt und kritisch darauf hingewiesen, dass die Menschen, anstatt als selbstbewusste Produzenten aufzutreten, mehr und mehr nur als Anhängsel des Produktionsprozesses fungieren. Eine in dieser Traditionslinie stehende "Kritik wird vom Interesse gespeist, der als 'Natur' verkleideten Herrschaft ledig zu werden."
In ihren ideologiekritischen Analysen des natürlich Erscheinenden, das sie als Produziertes und Gemachtes interpretieren, orientieren sich Lukács und Adorno an Hegels Begriff der zweiten Natur und an der Kritik der politischen Ökonomie von Marx. Georg Lukács verwendet den Begriff der zweiten Natur für seine Kritik an der entfremdeten und verdinglichten Welt. Für seine Theorie des Romans ist diese zweite Natur sinnentleert; dem Subjekt fremd geworden, erscheint sie wie ein Gefängnis, das seine Insassen einschließt. Die Menschen können sich daher in den von ihnen selbst geschaffenen Umwelten nicht wiederfinden, die sinnerfüllten Zeiten sind vorbei. Lukács identifiziert diese zweite Natur polemisch mit der westlichen bürgerlichen Welt. Diese kritisch gesehene zweite Natur ist für den frühen Lukács die geschichtlich produzierte, für den Einzelnen zunächst einmal unhintergehbare Welt der Konventionen. Theodor W. Adorno deutet sie in seinem 1932 vor der Frankfurter Kant-Gesellschaft gehaltenen Vortrag Die Idee der Naturgeschichte als „erstarrte Geschichte“ und der „Welt der Ware“ zugehörig. Erst in Geschichte und Klassenbewußtsein bringt Lukács die zweite Natur mit den Phänomenen der Verdinglichung und des Warenfetischismus in Verbindung; es gelte, sich "von dieser Knechtschaft unter der so entstandenen 'zweiten Natur' zu befreien." Adorno spricht noch in der Negativen Dialektik von „Hegels Theorie der zweiten Natur“, die „einer negativen Dialektik unverloren“ sei.